# Vicente Tonijuán
Vicenç Tonijuan i Garcia (Barcelona, 14 de enero de 1902 - Barcelona, 30 de diciembre de 1983) fue un futbolista español de las décadas de los años 20 y 30 del siglo XX que jugó en el RCD Espanyol, en el Fútbol Club Barcelona y en el Real Oviedo entre otros equipos.

## Trayectoria
Comenzó a jugar en el FC Internacional del barrio de Sants en su Barcelona natal. En la temporada 1922-1923 ficha por el RCD Espanyol. A pesar de haber jugado tan sólo dos temporadas en el RCD Espanyol ha pasado a la historia de la entidad por ser el autor del primer gol marcado en el Estadio de Sarrià, en un partido disputado contra el UE Sants en 1923. Entre 1923 y 1926 jugó con la UE Sants, creada a partir del FC Internacional, con gran brillantez. La temporada 1926-1927 ficha por el FC Barcelona con el que gana la Copa del Rey de esa temporada. A continuación ficha por el Terrassa FC jugando dos temporadas. En la temporada 1929-30 regresa al RCD Espanyol, disputando un total de 7 partidos de liga. Finalmente, en la temporada 1930-31, firma por el Real Oviedo con los que juega 17 partidos logrando un gol, pasando a ser su entrenador las dos temporadas siguientes y logrando en la 1932-33 el primer ascenso a la Primera división, pero no continuó al frente del equipo por no considerarse preparado, según él
Tonijuan también practicó el atletismo con buenos resultados a principios de los 20, principalmente en carreras de cross